# Gianuario Carta
Gianuario Carta (dit Ariuccio), né le 1er janvier 1931 à Bitti, en Sardaigne, et mort le 14 février 2017 à Cagliari, est un homme d'État italien, dirigeant de la Démocratie chrétienne et député des Ve, VIe, VIIe et VIIIe législatures puis sénateur des IXe et Xe législatures.

## Biographie
Né en 1931 à Bitti, il est diplômé en droit à l'Université catholique de Milan. Il travaille comme avocat et a été président de l'ordre des avocats de Nuoro et de la Sardaigne.
Il a ensuite occupé de nombreux sièges parlementaires et gouvernementaux et a exercé la fonction de ministre de la Marine marchande d'août 1983 à juin 1986 lors du premier gouvernement Craxi.
Durant la Xe législature, il a présidé la Commission sénatoriale permanente de l'agriculture et des forêts, et ensuite, à partir de sa création, de la commission parlementaire bicamérale d'enquête sur le scandale de la filiale de la Banca Nazionale del Lavoro (BNL) à Atlanta.